# Ispahan (rosa)

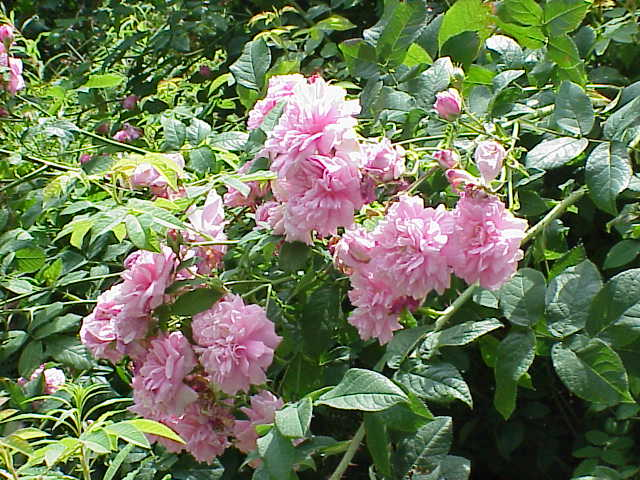
Ispahan

L'Ispahan, anche conosciuta come rose d'Ispahan e Pompon des Princes, è una cultivar di rosa da giardino appartenente al gruppo delle Rosa × damascena.

## Storia
Sebbene la sua origine non sia chiara (si presume tuttavia che fu ideata all'inizio del diciannovesimo secolo in Persia) l'Ispahan fu introdotta nel Regno Unito grazie alla designer di giardini Norah Lindsay (1873-1948). La cultivar prende il nome dall'omonima città iraniana, famosa per i suoi giardini e le sue rose, dove la cultivar risulta scoperta in un giardino del luogo.

## Caratteristiche
L'Ispahan presenta una colorazione rosa chiara, che è stata definita rosa medio setoso, che diviene appena più scura al centro. Ogni stelo raggruppa fino a 15 fiori che raggiungono un diametro di 9 centimetri e hanno una fragranza forte e dolce. L'Ispahan fiorisce solo una volta, ma dura per un periodo di sei settimane, il che la rende la rosa di Damasco più duratura.
L'arbusto in salute cresce da 1,2 fino a 2,5 metri di altezza e raggiunge una larghezza che spazia dai 0,9 ai 2 metri di larghezza. Gli arbusti hanno una forma strapiombante, un fogliame verde chiaro e presentano poche grandi spine. Le piante di Ispahan sono robuste, resistenti alle malattie e agli inverni fino a temperature pari -20 °C. La cultivar tollera le aree in penombra, i suoli poveri e si adatta bene ai climi più rigidi. Può essere coltivata in vasi, da sola o vicina ad altre piante.

## Accoglienza
La cultivar Ispahan viene particolarmente apprezzata. Il botanico David Austin la raccomanda per la sua ricca fioritura, per la sua longevità e per la sua fragranza di Damasco. Christine Meile giudica il cespuglio fiorito di rose Ispahan il più attraente e la considera una pianta solitaria ideale se si ha abbastanza spazio. Inoltre, la cultivar è fra le rose damascate preferite di Peter Beales.